# Bezdědovice
Bezdědovice (en allemand : Besdiedowitz) est une commune du district de Strakonice, dans la région de Bohême-du-Sud, en République tchèque. Sa population s'élevait à 368 habitants en 2020.

## Géographie
Bezdědovice se trouve à 3 km au nord de Blatná, à 21 km au nord de Strakonice, à 69 km au nord-ouest de České Budějovice et à 81 km au sud-ouest de Prague.
La commune est limitée par Bělčice au nord, par Blatná à l'est et au sud et par Chlum à l'ouest.

## Histoire
La première mention écrite du village date de 1186.

## Transports
Par la route, Bezdědovice se trouve à 3 km de Blatná, à 27,5 km de Strakonice, à 87,5 km de České Budějovice et à 115 km de Prague.